# 크로스 (음악 그룹)
크로스(Kross)는 2002년 근방까지 활동하였던 대한민국의 힙합 그룹이다. 처음에는 록 음악과 힙합을 크로스오버시킨 음악을 선보였으며 두 번째 앨범은 힙합이 강해지긴 했으나 크로스오버의 틀을 지켜서 나왔다. 공식 선언은 없었지만 현재는 해체된 것으로 추정되고 있으며, Rhymer가 솔로 활동을 이어가고 있다. 팀 이름은 "우리가 알고 있는 모든 형태의 크로스오버로의 창조물을 얻는다는 뜻"으로부터 나온 것이다.

## 역사
1996년 라이머는 1996년 프로젝트 팀으로 데뷔 중이다가 마침 솔로 앨범 준비 중이었던 프로듀서 Joe와 의기투합하여 Joe & Rhymer를 결성, Cyber Driver라는 앨범을 내는 것으로 공식 데뷔를 하였다. 당시 이 팀은 Joe의 비중이 크고 라이머가 객원 래퍼의 형태를 띠었으며, 크게 인지도를 쌓진 못하였지만 이 팀을 바탕으로 Kross를 결성, 1999년에 데뷔 앨범을 내놓는다. 크로스오버 그룹이라는 음악 스타일답게, 힙합이란 기반을 두고 할 수 있는 모든 종류의 음악을 섞어내는 컨셉으로 만들어진 이 앨범은, Joe와 Rhymer 외에 드러머 이상원, 기타리스트 박성진을 합류시켜 만들어진 앨범이었다. 하지만 이 앨범 역시 큰 반향을 얻지는 못하고, 다시 Kross는 사라졌다.
이후 2002년 2002 대한민국 앨범 수록곡 Reason 2 Live를 통해, Joe와 Rhymer의 듀오 형태로 다시 컴백한 Kross는, 얼마 지나지 않아 힙합적인 성향을 훨씬 강화한, 하지만 크로스오버의 컨셉은 타이틀곡을 제외한 타 앨범 수록곡들에서 지킨 두 번째 앨범을 발표하였다. 이 앨범에서는 G-Masta를 객원 멤버로 맞아 활동하였으며, 역시 스트라이크 크루의 이름을 알리는 단체곡 역시 Strike도 수록되었다. 어두운 음악에 어울리는 특징적인 Joe와 Rhymer의 목소리는 듣는 사람들에게 큰 인상을 남겼고, 이로 인해 Kross는 어느 정도의 인지도를 쌓았다.
이후 Rhymer의 단독 행동이 점점 더 많이 늘어났으며, 현재에 와서는 공식 발표는 없었으나 Joe는 음악을 그만둔 것으로 보인다. 이후 Rhymer는 솔로 뮤지션으로써, 그리고 브랜뉴 뮤직의 CEO로써 활동을 이어가고 있다.
대표곡: 적색경보, 십자군 임오 출사표

## 디스코그래피
- 1999년 8월 Hiphop Player
- 2002년 5월 23일 Rebirth of Kross